# شهرستان چاندی‌بیل
شهرستان چاندی‌بیل (به ترکمنی: Çandybil etraby، چاندیٛ‌بیل اطرابیٛ) یک شهرستان منحل شده در شهر عشق‌آباد، پایتخت ترکمنستان است.

این شهرستان در ۴ام فوریه سال ۲۰۱۵، در شهرستان آرچابیل ادغام شد. در ۸ ژانویه سال ۲۰۱۸، شهرستان بزرگ‌شده آرچابیل نیز در شهرستان بزمین ادغام شد.